# Cabaret du Néant

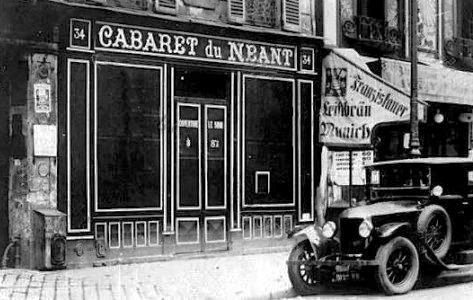
Cabaret du Néant Entrada en 34 Bulevar de Clichy

Cabaret du Néant ([ka.ba.ʁɛ dy ne.ɑ̃], "Cabaret de Nada"/"Cabaret del Void" "Cabaret Vacío") era un cabaret en Montmartre, París, fundado en 1892. El "Cabaret du Néant" fue un pionero en el ámbito temático  exhibía colecciones y decoración mortuaria y sepulcral. El tema oscuro del cabaret incluía trucos mágicos y las ilusiones que centraban temas mórbidos. 
Este cabaret fue el primero establecido en Bruselas, posteriormente se mudó a París, y se expandió a la  Ciudad de Nueva York. El Cabaret du Néant, junto con el Cabaret de L'Enfer (Cabaret de Infierno), y el Cabaret du Ciel (Cabaret del Cielo), era parte de un trío temático. Los restaurantes se establecieron al mismo tiempo   en Montmartre.

## Historia

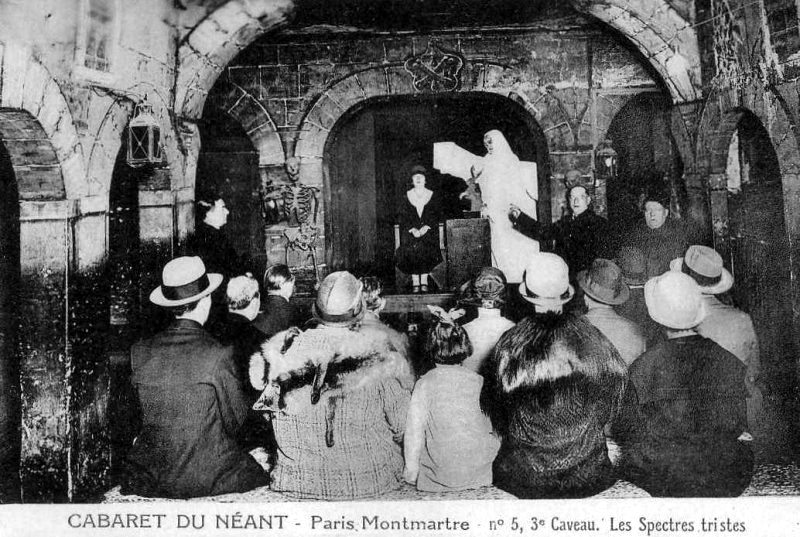
Cabaret du Néant Bóveda de los fantasmas tristes.

El Cabaret du Néant fue un pionero en el concepto de  restaurantes temáticos; el temaː la muerte. 
En la época era denominado  "Cabaret filosófico", fue establecido por primera vez en Bruselas en 1892, y poco después se trasladó al Boulevard Rochechouart en París bajo el nombre de Cabaret de la Mort (El Cabaret de la Muerte). En la década de 1890, después de la muerte de un residente del área, el cabaret fue rebautizado con el nombre de "Cabaret du Néant" porque se pensaba que "Néant" (nada) era menos aterrador para los residentes locales. El cabaret fue finalmente trasladado a la número 34, Boulevard de Clichy. Estando en esta dirección, el cabaret entró bajo la categoría de "Cabarets Artisticos" en la edición de 1904 de Baedeker's de todo París y Sus Alrededores. En 1896 el cabaret patrocinó sus espectáculos en la Ciudad de Nueva York, presentándolos en el Casino Cámaras, ubicado en la calle Periodo Trigésimo noveno de sesiones y Broadway.

## Tema

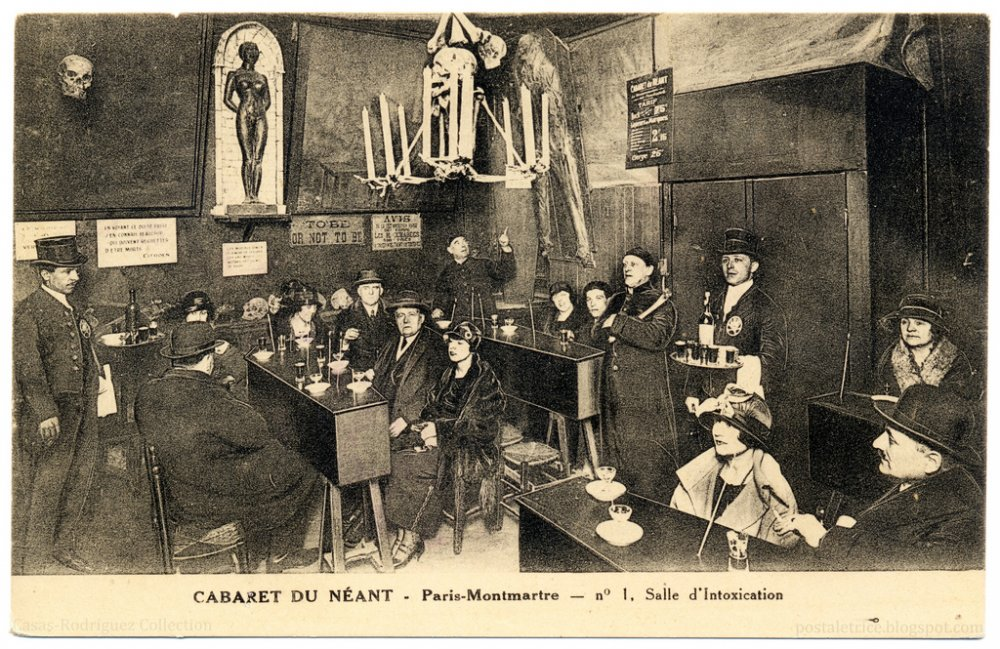
La Salle dIntoxication (La Sala de Intoxicación) en el Cabaret du Néant con ataúd de tablas, y lámparas de araña hecha de huesos humanos

En el interior del cabaret, los invitados eran dirigidos por un monje a través de un pasillo oscuro para el área de bebidas, donde los camareros estaban vestidos como enterradores Los presentadores mostraban pinturas de personas que se transformaban en esqueletos. El monje también conducía a los clientes a otra habitación, donde un miembro de la audiencia era invitado a participar en un truco de magia, donde lo hacían entrar en un ataúd. El voluntario era envuelto en una sábana blanca, y aparentemente se transformaba en un esqueleto, y luego de nuevo regresaba a su forma humana.
Una vez dentro del área de bebidas, se les indicaba a los clientes que tomaran "bières", una palabra que significa tanto cerveza como ataúd ("bier") en francés. En la "Salle d'Intoxication" (Sala de intoxicación), que exhibía lámparas de araña hechas de huesos humanos, los clientes bebían bebidas alcohólicas servidas en copas en forma de cráneos humanos, mientras se sentaban en mesas con forma de ataúd.
La decoración del cabaret estaba llena de esqueletos y cadáveres. Se realizaban trucos de magia en los que los clientes parecían transformarse en esqueletos y los fantasmas entraban en las habitaciones del cabaret. Era un lugar que brindaba entretenimiento a los clientes, mientras que al mismo tiempo, el tema gótico también podía causales preocupación y angustia. Al Cabaret du Néant se le acredita la producción de "una de las adaptaciones más originales del "fantasma de Pepper, Scientific American"  El Cabaret fue invitado a presentar esta actuación en Nueva York [A] Una actuación muy interesante basada en los principios del conocido 'Espíritu de Pepper'"..

## Ilustraciones por W. C. Morrow
No obstante, sí conocemos lo que sucedía en el interior del Cabaret es en gran parte gracias a un libro escrito por William Chambers Morrow, titulado Bohemian Paris of To-Day (1899) e ilustrado por E. Cucuel. Morrow. Los siguientes son ilustraciones de W. C. Morrow. .

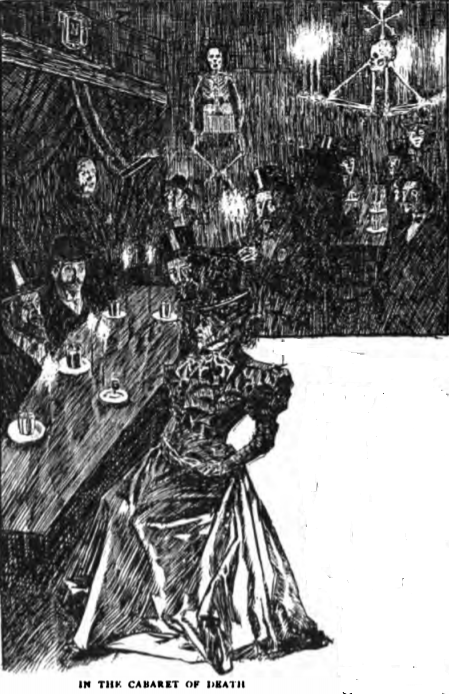
Cabaret du Néant ilustración por W. C. Morrow
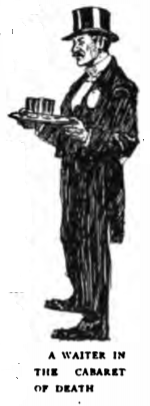
Cabaret du Néant camarero ilustración por W. C. Morrow
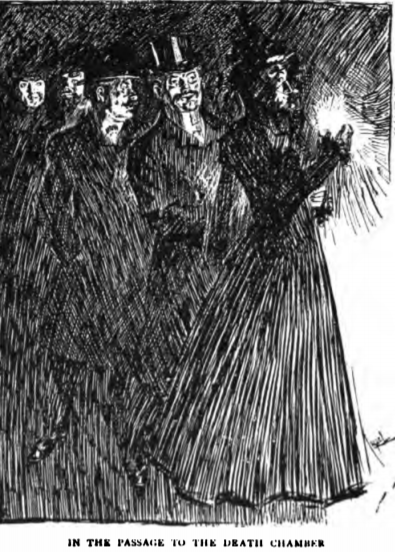
Cabaret du Néant la muerte de la cámara de ilustración por W. C. Morrow
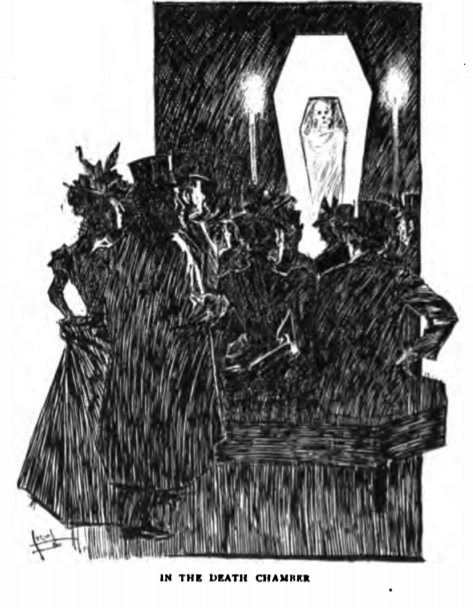
Cabaret du Néant interior de la muerte de la cámara de ilustración por W. C. Morrow

## Leer más
- Albert A. Hopkins, la Magia, la Etapa de las Ilusiones y Científica de Diversiones, en el Capítulo II. Descripción de los trucos ópticos actuó en el Cabaret du Néant, París y Nueva York, el texto y las ilustraciones, Proyecto Gutenberg
- "París bohemio de hoy en día" por W. C. Morrow. Descripción de los tres cabarets por W. C. Morrow

- Datos: Q47172426
- Multimedia: Cabaret du Néant (Montmartre) / Q47172426